# Küküllőmagyarós
Küküllőmagyarós (románul: Măgheruș), németül Maniersch, más néven Szászmagyaros vagy Magyaros falu Romániában, Maros megyében.

## Története
1391-ben Monyoros néven említik először. A települést erdélyi szász telepesek alapították.	
A trianoni békeszerződésig Kis-Küküllő vármegye Erzsébetvárosi járásához tartozott.

## Népessége
2002-ben 148 lakosa volt, ebből 126 román, 19 magyar és 3 német nemzetiségű.

## Vallások
A falu lakói közül 133-an ortodox, 14-en római katolikus hitűek és 1 fő református.